# Oberea maculicollis
Oberea maculicollis là một loài bọ cánh cứng trong họ Cerambycidae.